# Тоттенем
Ця стаття — про район Лондона. Про спортивний клуб див. Тоттенгем Готспур.

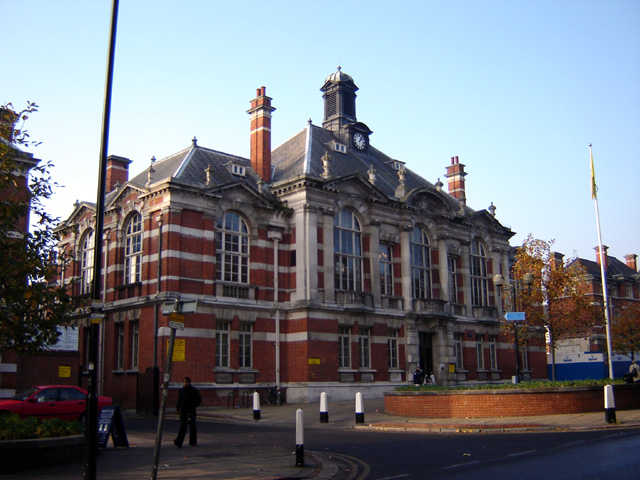
Колишня мерія Тоттенема, пізніше перетворена на бізнес-центр.

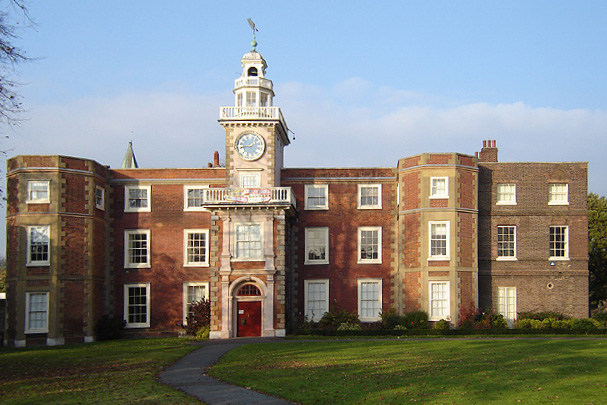
Замок Брюса, нині музей.

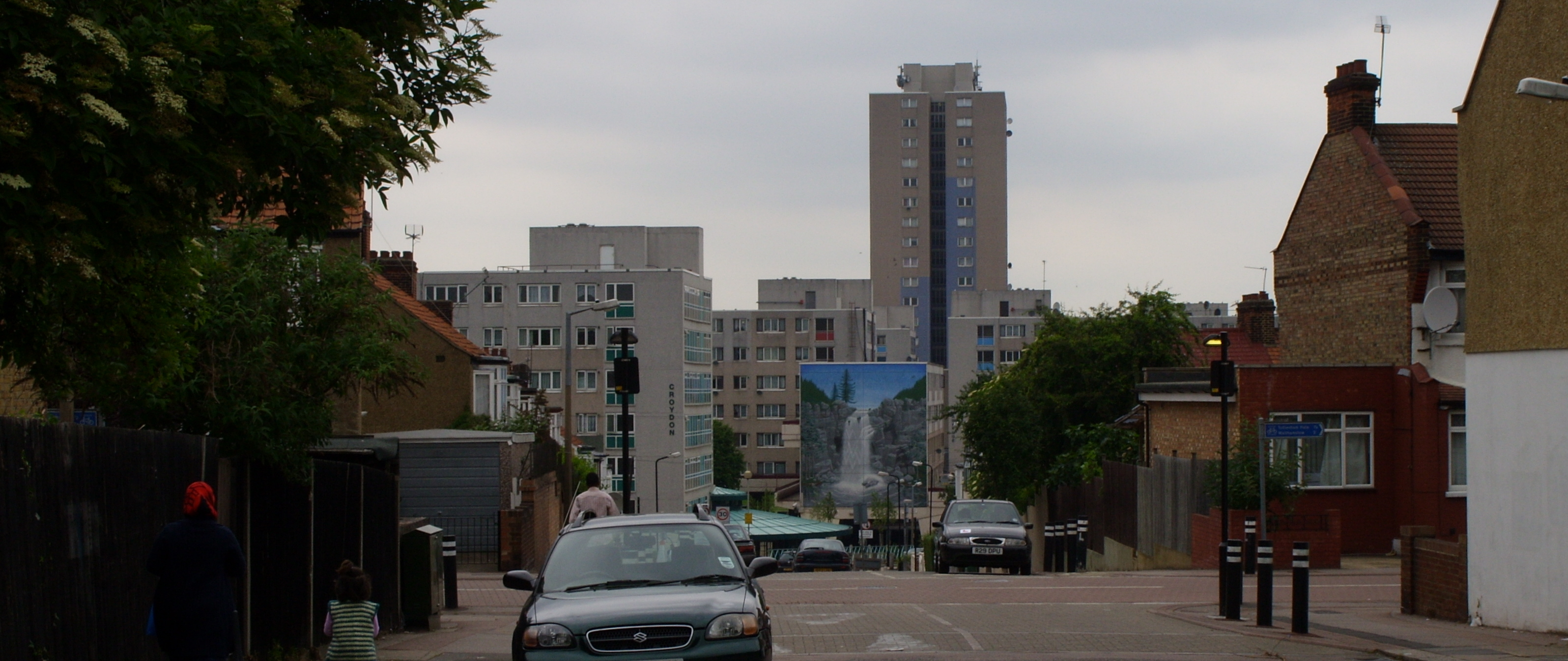
Вежі маєтку Броудуотер, захід Тоттенема.

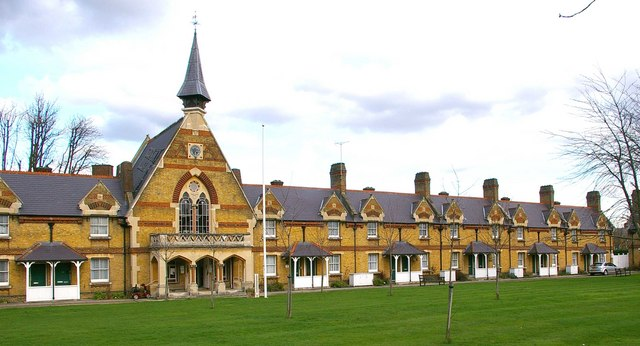
Будинок в Гаю Брюса.

То́ттенем, також То́ттенгем та То́ттнем (англ. Tottenham, /ˈtɒt(ə)nəm/) — територія в складі лондонського боро Герінгей, на північний схід від Чарінг-Кросс.

## Історія
Вважається, що Тоттенем був названий на честь Тоти — фермера, чий хутір згадується в Книзі Страшного суду 1086 як Toteham. У той час у ньому проживали 70 сімей.
У 1894 році Тоттенем отримав статус міського району, а 27 вересня 1934 став муніципальним боро. 1 квітня 1965 увійшов до складу новоствореного боро Герінгей.
Річка Лі була східним кордоном історичних боро Тоттенем та Волтемстоу. Вона також була давнім кордоном між Мідлсексом та Ессексом, а також була західним кордоном території, контрольованої вікінгами — Данелагу. В даний час річка є кордоном між лондонськими боро Герінгей і Волтем-Форест. Основний приплив Лі, річка Мозель, також перетинає територію Тоттенема із заходу на схід; раніше ця річка викликала серйозні повені, поки в 19 ст. вона не виявилася, здебільшого, в підземній стічної системі.
Починаючи з часів Тюдорів, Тоттенем стає популярним місцем відпочинку і розваг багатьох лондонців. Генріх VIII відвідав Замок Брюса та полював у Тоттенемському лісі. При цьому до кінця 1870-х рр. Тоттенем зберігав напівсільський характер, в ньому жили в основному представники верхнього середнього класу.
З кінця 1870-х рр. відкрилися кілька ліній Великої Східної залізниці з низькими тарифами, після чого Тоттенем стали заселяти представники нижчого середнього та робітничого класів, оскільки житло там було недорогим, а з Тоттенема було зручно добиратися на роботу в центр Лондона. Досить швидко Тоттенем перетворився в передмістя Лондона.
23 січня 1909 року стався інцидент, коли 2 озброєні грабіжники російського походження захопили касира гумового заводу на Чеснат-роуд. Потім вони тікали через річку, убили двох перехожих, включаючи 10-річного підлітка, і поранили 14, після чого були застрелені поліцією. Пізніше за мотивами подій був знятий німий фільм.
У другій половині 20 ст. Тоттенем поступово заселяють представники африкано-карибської громади.
За повідомленням члена парламенту Дейвіда Леммі, Тоттенем має найвищий рівень безробіття серед районів Лондона, і займає 8 місце за рівнем безробіття та одне з перших місць за рівнем бідності у Великій Британії.
Тоттенем сумно відомий своєю організованою злочинністю. Район кілька разів ставав ареною масових заворушень. У 1985 році приводом для них стала смерть від серцевого нападу темношкірої мешканки, коли до неї в будинок увійшли поліцейські. У 2011 році тут відбулися набагато більш великомасштабні заворушення, що перекинулися на весь Лондон.
У Тоттенемі виникла відома футбольна команда Тоттенгем Готспур.

## Відомі уродженці
- Adele — англійська співачка